# Paul Cyr
Pour les articles homonymes, voir Cyr.
Paul A. Cyr, né le 31 octobre 1963 à Port Alberni, dans la province de la Colombie-Britannique au Canada et mort le 19 mai 2012, est un joueur professionnel de hockey sur glace.

## Carrière de joueur
Deuxième choix des Sabres de Buffalo lors du repêchage de 1982, il devient joueur professionnel au terme de la saison 1982-1983. Il a joué son hockey junior avec les Cougars de Victoria de la Ligue de hockey de l'Ouest entre 1980 et 1983. Il participe en 1981 au tournoi de la Coupe Memorial sans toutefois remporter le titre.
Il se joint ensuite aux Sabres pour y terminer la saison 1982-1983. Il y récolte 27 points en 36 parties. Il joue avec ce club jusqu'en 1987-1988 où il passe aux mains des Rangers de New York. Il ne dispute qu'une partie la saison suivante et aucune lors de la saison qui suivit dû à une blessure à un genou.
Il signe ensuite avec les Whalers de Hartford en 1990-1991. Il termine sa carrière professionnelle dans cette organisation avec leur club-école de la Ligue américaine de hockey, les Indians de Springfield, en 1993.
Il meurt d'un arrêt cardiaque le 19 mai 2012.

## Statistiques

### En club
| Saison     | Équipe                 | Ligue          |     | Saison régulière | Saison régulière | Saison régulière | Saison régulière | Saison régulière |   | Séries éliminatoires | Séries éliminatoires | Séries éliminatoires | Séries éliminatoires | Séries éliminatoires |
| Saison     | Équipe                 | Ligue          | PJ  | B                | A                | Pts              | Pun              | PJ               | B | A                    | Pts                  | Pun                  |                      |                      |
| 1979-1980  | Clippers de Nanaimo    | LHCB           | 60  | 28               | 52               | 80               | 202              | -                | - | -                    | -                    | -                    |                      |                      |
| 1979-1980  | Cougars de Victoria    | LHOu           | -   | -                | -                | -                | -                | 7                | 0 | 0                    | 0                    | 4                    |                      |                      |
| 1980-1981  | Cougars de Victoria    | LHOu           | 64  | 36               | 22               | 58               | 85               | 14               | 6 | 5                    | 11                   | 46                   |                      |                      |
| 1981       | Cougars de Victoria    | Coupe Memorial | -   | -                | -                | -                | -                | 4                | 2 | 3                    | 5                    | 6                    |                      |                      |
| 1981-1982  | Cougars de Victoria    | LHOu           | 58  | 52               | 56               | 108              | 167              | 4                | 3 | 2                    | 5                    | 12                   |                      |                      |
| 1982-1983  | Cougars de Victoria    | LHOu           | 20  | 21               | 22               | 43               | 61               | -                | - | -                    | -                    | -                    |                      |                      |
| 1982-1983  | Sabres de Buffalo      | LNH            | 36  | 15               | 12               | 27               | 59               | 10               | 1 | 3                    | 4                    | 6                    |                      |                      |
| 1983-1984  | Sabres de Buffalo      | LNH            | 71  | 16               | 27               | 43               | 52               | 3                | 0 | 1                    | 1                    | 0                    |                      |                      |
| 1984-1985  | Sabres de Buffalo      | LNH            | 71  | 22               | 24               | 46               | 63               | 5                | 2 | 2                    | 4                    | 15                   |                      |                      |
| 1985-1986  | Sabres de Buffalo      | LNH            | 71  | 20               | 31               | 51               | 120              | -                | - | -                    | -                    | -                    |                      |                      |
| 1986-1987  | Sabres de Buffalo      | LNH            | 73  | 11               | 16               | 27               | 122              | -                | - | -                    | -                    | -                    |                      |                      |
| 1987-1988  | Sabres de Buffalo      | LNH            | 20  | 1                | 1                | 2                | 38               | -                | - | -                    | -                    | -                    |                      |                      |
| 1987-1988  | Rangers de New York    | LNH            | 40  | 4                | 13               | 17               | 41               | -                | - | -                    | -                    | -                    |                      |                      |
| 1988-1989  | Rangers de New York    | LNH            | 1   | 0                | 0                | 0                | 2                | -                | - | -                    | -                    | -                    |                      |                      |
| 1990-1991  | Whalers de Hartford    | LNH            | 70  | 12               | 13               | 25               | 107              | 6                | 1 | 0                    | 1                    | 10                   |                      |                      |
| 1991-1992  | Indians de Springfield | LAH            | 43  | 11               | 18               | 29               | 30               | 11               | 0 | 3                    | 3                    | 12                   |                      |                      |
| 1991-1992  | Whalers de Hartford    | LNH            | 17  | 0                | 3                | 3                | 19               | -                | - | -                    | -                    | -                    |                      |                      |
| 1992-1993  | Indians de Springfield | LAH            | 41  | 7                | 14               | 21               | 44               | 15               | 3 | 2                    | 5                    | 12                   |                      |                      |
| Totaux LNH | Totaux LNH             | Totaux LNH     | 470 | 101              | 140              | 241              | 623              | 24               | 4 | 6                    | 10                   | 31                   |                      |                      |

### En équipe nationale
| Année | Équipe | Compétition                 |   | PJ | B | A  | Pts | Pun                |  | Résultats |
| 1982  | Canada | Championnat du monde junior | 7 | 4  | 6 | 10 | 12  | Médaille d'or      |  |           |
| 1983  | Canada | Championnat du monde junior | 7 | 1  | 3 | 4  | 19  | Médaille de bronze |  |           |

## Trophées et honneurs personnels
En 1982, il est sélectionné dans la 2e équipe d'étoiles de la Ligue de hockey de l'Ouest.

## Transactions
- 31 décembre 1987 : échangé aux Rangers de New York par les Sabres de Buffalo avec un choix de 10e tour (Eric Fenton) lors du repêchage d'entrée dans la LNH en 1988 en retour de Mike Donnelly et d'un choix de 5e tour (Aleksandr Moguilny) lors du repêchage d'entrée dans la LNH en 1988.
- 30 septembre 1990 : signe un contrat à titre d'agent libre avec les Whalers de Hartford.